# Visitara undilinea
Visitara undilinea là một loài bướm đêm trong họ Geometridae.